# 139 (число)
139 (сто тридцать девять) — натуральное число, расположенное между числами 138 и 140. Оно является 34-м простым числом, а относительно их последовательности расположено между 137 и 149.

## В математике
- 34-е простое число.
- 139 — является нечётным трёхзначным числом.
- Сумма цифр этого числа — 13
- Произведение цифр этого числа — 27
- Квадрат числа 139 — 19 321
- Хотя квадратный корень из половины этого числа (139/2) будет иррациональным числом и в любой системе счисления будет иметь бесконечную запись, на калькуляторе число, равное квадратному корню из полуцелого числа 139/2 будет конечным 8.336666. Причём, это наименьшее такое полуцелое число, квадратный корень которого будет иметь конечную запись (не более семи цифр) и на обычном (8 разрядов), и на инженерном (10 разрядов) электронных калькуляторах. Наименьшим натуральным числом, которое не будучи полным квадратом, будет иметь квадратный корень с конечной записью (не более семи цифр) на 8- и 10- разрядных калькуляторах будет 1946, причём это число кратно простому числу 139: 1946/139 = 14

## В других областях
- 139 год.
- 139 год до н. э.
- 139 порт используется протоколом NetBIOS.
- NGC 139 — галактика в созвездии Рыбы.
- (139) Жуйхуа — очень крупный и тёмный астероид из группы главного пояса.
- 139-я стрелковая дивизия (1-го формирования).
- 139-я стрелковая дивизия (2-го формирования).
- 139-я стрелковая дивизия (3-го формирования).